# Ecualización RIAA

Curva de ecualización RIAA para la reproducción de discos de vinilo (rojo). La curva de grabación (azul), realiza la función inversa, reduciendo las frecuencias bajas y aumentando las frecuencias altas

La ecualización RIAA es una especificación para la grabación y reproducción de discos fonográficos, establecida por la Recording Industry Association of America (RIAA). Los propósitos de la ecualización son permitir mayores tiempos de grabación (al disminuir el ancho medio de cada surco), mejorar la calidad del sonido y reducir el daño del surco que de otro modo se produciría durante la reproducción.
La curva de ecualización RIAA tenía la intención de operar como un estándar industrial global de facto para la producción de discos desde 1954, pero es difícil determinar cuándo tuvo lugar realmente su adopción.
Antes, especialmente a partir de 1940, cada discográfica aplicaba su propia ecualización. Se llegaron a utilizar más de 100 combinaciones de traslado y supresión de frecuencias, siendo las principales Columbia-78, Decca-US, European (varias), Victor-78 (varias), Associated, BBC, NAB, Orthacoustic, World, Columbia LP, FFRR -78 y microsurco, y AES. La consecuencia obvia fue que se obtenían resultados de reproducción diferentes si el filtrado de grabación y reproducción no coincidían.

## La curva RIAA
La ecualización RIAA es una forma de Pre-énfasis en la grabación y de De-énfasis en la reproducción. Se hace una grabación con las frecuencias bajas atenuadas y las frecuencias altas reforzadas, y en la reproducción ocurre lo contrario. El resultado neto es una respuesta de frecuencia plana, pero con atenuación del ruido de alta frecuencia, como silbidos y clics que surgen del medio de grabación. La reducción de las frecuencias bajas también limita los desplazamientos que el estilete de corte necesita hacer al grabar un surco. Por lo tanto, se reduce el ancho de banda, lo que permite que quepan más surcos en un área de superficie determinada, haciendo posibles tiempos de grabación más largos. Esto también reduce las tensiones físicas en la aguja del fonocaptor, que de otro modo podrían causar distorsión o daños en el surco durante la reproducción.
Un posible inconveniente del sistema es que se amplifica el rumor del mecanismo de accionamiento del tocadiscos durante la reproducción. Por lo tanto, los reproductores deben diseñarse para limitar el rumor mecánico en mayor medida que si no se utilizara la ecualización RIAA.
La ecualización de reproducción RIAA no es un simple filtro de paso bajo. Define los puntos de transición en tres lugares: 75 μs, 318 μs y 3180 μs, que corresponden a 2122 Hz, 500 Hz y 50 Hz (valores redondeados). Matemáticamente, la función de transferencia de preénfasis se expresa de la siguiente manera (donde T1=75 μs; T2=318 μs y T3=3180 μs):
{\displaystyle f(s)={\frac {(sT_{1}+1)(sT_{3}+1)}{(sT_{2}+1)}}}
Introducir esta modificación no es especialmente difícil, pero es más complicado que un simple proceso de amplificación. En el pasado, casi todos los preamplificadores de alta fidelidad, amplificadores integrados y receptores tenían un preamplificador de fono incorporado con el estándar RIAA, pero a menudo se omite en los diseños modernos, debido a la obsolescencia gradual de los discos de vinilo. Existen preamplificadores adicionales de señal fonográfica (denominada "phono") con la curva de ecualización RIAA, capaces de adaptar la salida de una cápsula fonográfica magnética a una entrada de nivel de línea RCA desequilibrada a -10 dBv. La mayoría de los tocadiscos modernos cuentan con preamplificación incorporada conforme al estándar RIAA. También existen preamplificadores especiales para las diversas curvas de ecualización utilizadas en los discos anteriores a 1954.
Los editores de audio digital a menudo cuentan con la capacidad de ecualizar muestras de audio utilizando curvas de ecualización estándar y personalizadas, eliminando la necesidad de la circuitería de un preamplificador dedicado a recoger con un ordenador la señal de audio de discos de vinilo. Sin embargo, esto puede agregar un paso adicional en el procesamiento de una muestra, amplificando las deficiencias de calidad de audio de la tarjeta de sonido que se esté usando para capturar la señal.

## Historia

### Orígenes del preénfasis
La práctica de la ecualización en las grabaciones eléctricas se remonta al inicio de esta técnica. En 1926, Joseph P. Maxwell y Henry C. Harrison, de los Bell Telephone Laboratories, revelaron que el patrón de grabación del cortador de disco magnético de "línea de goma" de Western Electric tenía una característica de velocidad constante. Esto significaba que a medida que aumentaba la frecuencia en los agudos, la amplitud de grabación disminuía. Por el contrario, en los graves, a medida que disminuía la frecuencia, aumentaba la amplitud de grabación. Por lo tanto, era necesario atenuar las frecuencias bajas por debajo de 250 Hz, el punto de transferencia de graves, en la señal del micrófono amplificado que se envía al cabezal de grabación. De lo contrario, la modulación de graves pasaba a ser excesiva y se producía una amplitud de banda excesiva, con el cortador entrando en el espacio reservado a los surcos de grabación anexos. Cuando se reproduce eléctricamente un disco con una cápsula magnética que tiene una respuesta suave en la región de los graves, era necesario un aumento complementario en la amplitud en el punto de corte de graves. G. H. Miller informó en 1934 que cuando se usaba un impulso complementario en el punto de corte en las transmisiones radiofónicas de discos, la reproducción era más realista y muchos de los instrumentos musicales se destacaban en su forma real.
Por su parte, West en 1930 y posteriormente P.G.H. Voight en 1940, demostraron que los primeros micrófonos de condensador del tipo Wente, contribuían a realzar el rango medio de frecuencias entre 4 y 6 dB durante el proceso de grabación. Esto significaba que las características de grabación eléctrica de los licenciatarios de Western Electric, como Columbia Records y Victor Talking Machine Company, tenían una mayor amplitud en la región de rango medio. Un brillo como este compensaba la falta de brillo en muchas pastillas magnéticas tempranas que tenían una baja respuesta en tonos agudos y medios. Como resultado, esta práctica fue el comienzo empírico del uso de preénfasis por encima de 1000 Hz en los discos de 78 y 33 rpm, unos 29 años antes de la aparición de la curva RIAA.
A lo largo de los años, surgió una gran variedad de prácticas de ecualización de registros, sin estándares de la industria. Por ejemplo, en Europa, durante muchos años las grabaciones requirieron reproducción con un ajuste de volumen de graves de 250 a 300 Hz y una atenuación de agudos a 10.000 Hz con valores comprendidos entre 0 y −5 dB o más. En los Estados Unidos, las prácticas variaron y surgió una tendencia a utilizar frecuencias de corte de graves más altas, como 500 Hz, así como una mayor atenuación de agudos como −8,5 dB y más. El propósito era registrar niveles de modulación más altos en el disco.

### Estandarización
La evidencia de la literatura técnica temprana sobre la grabación eléctrica sugiere que los esfuerzos serios para estandarizar las características de grabación dentro de una industria no se produjeron hasta el período 1942-1949. Hasta entonces, la tecnología de grabación eléctrica de una empresa a otra se consideraba un arte patentado a partir del método con licencia de Western Electric de 1925, utilizado por primera vez por Columbia y Victor. Otras empresas, como por ejemplo Brunswick-Balke-Collender (Brunswick Corporation) utilizaron prácticas diferentes a las de Victor.
Las emisoras se enfrentaban a la necesidad de adaptarse a diario a las variadas características de grabación de muchas fuentes: varios fabricantes de "grabaciones caseras" fácilmente disponibles para el público, grabaciones europeas, transcripciones de corte lateral y transcripciones de corte vertical. Los esfuerzos para conseguir la estandarización se iniciaron en 1942 en el seno de la Asociación Nacional de Locutores (NAB), más tarde conocida como la Asociación Nacional de Locutores de Radio y Televisión. La NAB, entre otras propuestas, emitió normas de grabación en 1942 y 1949 para registros cortados lateral y verticalmente, principalmente transcripciones. Varios productores de discos de 78 rpm, así como los primeros fabricantes de LP, también redujeron sus discos al estándar lateral NAB.
La curva NAB de corte lateral era notablemente similar a la curva NBC Orthacoustic, que evolucionó a partir de las prácticas dentro de la National Broadcasting Company desde mediados de la década de 1930. Empíricamente, y no por ninguna fórmula, el extremo de graves del espectro de audio por debajo de 100 Hz podría aumentarse un poco para anular el zumbido del sistema y los ruidos retumbantes del tocadiscos. Del mismo modo, al final de los agudos a partir de 1000 Hz, si las frecuencias de audio se incrementaron en 16 dB a 10.000 Hz, los delicados sonidos sibilantes del habla y los altos matices de los instrumentos musicales se podían escuchar a pesar del alto ruido de fondo de los discos de goma laca. Cuando se reproducía el disco utilizando una curva inversa complementaria (de desénfasis), se mejoraba la relación señal-ruido, y la música sonaba mucho más realista.
En un área relacionada, el preénfasis de agudos similar al usado en la curva de grabación NBC Orthacoustic fue empleado por primera vez alrededor de 1940 por Edwin Howard Armstrong en su sistema de transmisión de radio de modulación de frecuencia (FM). Los receptores de radio FM que utilizan circuitos Armstrong y atenuación de agudos producían una salida de audio de alta calidad y amplio rango con bajos niveles de ruido.
Cuando Columbia lanzó el formato LP en junio de 1948, los desarrolladores publicaron posteriormente información técnica sobre el disco microsurco de larga duración a 33 rpm. Columbia reveló una pauta de grabación similar a la curva NAB en los agudos, pero tenía más refuerzo de graves o preénfasis por debajo de 150 Hz. Los autores revelaron las características de la red eléctrica para la curva LP de Columbia. Sin embargo, la curva aún no se basaba en fórmulas matemáticas, al menos no explícitamente.
En 1951, al comienzo de la popularización de la alta fidelidad (hi-fi) posterior a la Segunda Guerra Mundial, la Audio Engineering Society (AES) desarrolló una curva de reproducción estándar, diseñada para ser utilizada por fabricantes de amplificadores de alta fidelidad. Si los discos estaban registrados para sonar bien en amplificadores de alta fidelidad usando la curva AES, este sería un objetivo valioso hacia la estandarización. Esta curva fue definida por las frecuencias de transición de los filtros de audio y tenía un polo a 2,5 kHz (aproximadamente 63,7 μs) y un cero a 400 Hz (aproximadamente 397,9 μs).
RCA Victor y Columbia estaban en plena "guerra de mercado" sobre qué formato de disco se iba a imponer: el LP de Columbia contra el disco de 45 rpm de RCA Victor (lanzado en febrero de 1949). Además de ser una batalla entre el tamaño del disco y la velocidad de grabación, existía una diferencia técnica en las características de grabación. RCA Victor estaba usando el sistema "New Orthophonic", mientras que Columbia usaba su propia curva LP.
Finalmente, la curva New Ortophonic se hizo pública en un artículo firmado  R. C. Moyer de RCA Victor en 1953, completado con otro artículo del mismo autor publicado en 1957. El artículo describía las características de las pautas de registro utilizadas por RCA Victor desde la grabadora Western Electric de "línea de goma" de 1925, hasta principios de la década de 1950, detallando las causas de las prácticas tradicionales y las razones que impulsaron la introducción de cambios importantes en los años intermedios. La curva RCA Victor New Orthophonic estaba dentro de las tolerancias establecidas en las curvas NAB/NARTB, Columbia LP y AES. Finalmente, se convertiría en el predecesor técnico de la curva RIAA.
Entre 1953 y 1956 (antes del lanzamiento del LP estéreo en 1958), varios organismos de normalización de todo el mundo adoptaron la misma curva de reproducción, idéntica a la curva RCA Victor New Orthophonic, que se convirtió en estándar en los mercados discográficos nacionales e internacionales. Sin embargo, aunque estos estándares eran todos idénticos, no se utilizó ningún nombre universal. Uno de los estándares se llamó simplemente "RIAA", y es probable que este nombre finalmente se adoptara porque era fácil de recordar.
Algunos cortadores de series cortas de discos posiblemente todavía usaron curvas de ecualización distintas de la curva RIAA hasta bien entrada la década de 1970. Como resultado, algunos fabricantes de audio producen hoy ecualizadores fonográficos con curvas de ecualización seleccionables, incluidas opciones para Columbia LP, Decca, CCIR y Direct Metal Mastering de TELDEC.

## La curva RIAA mejorada
El estándar oficial RIAA define tres constantes de tiempo con un preénfasis que se eleva indefinidamente por encima de 75 μs, pero en la práctica esto no es posible. Cuando se definió el estándar de ecualización RIAA, las limitaciones de ancho de banda inherentes de los equipos de grabación y el corte en los amplificadores impusieron su propio límite superior final en la característica de preénfasis, por lo que no se incluyó un límite superior oficial en la definición del estándar RIAA.
Los sistemas modernos tienen un ancho de banda potencial mucho más amplio. Una característica esencial de todos los amplificadores de corte, incluidos los amplificadores de corte de Neumann, es una caída de alta frecuencia impuesta a la fuerza por encima de la banda de audio (> 20 kHz). Esto implica dos o más constantes de tiempo adicionales a las definidas por la curva RIAA. Esta característica no está estandarizada en ninguna parte, sino que la establece el fabricante del amplificador de corte y la electrónica asociada.
La denominada curva "RIAA mejorada" o curva "eRIAA" intenta proporcionar una corrección complementaria para estas constantes de tiempo no oficiales durante la reproducción.

### Antecedentes
En 1995, una fuente no académica sugirió erróneamente que los amplificadores de corte Neumann aplicaban un solo polo de alta frecuencia a 3,18 μs (alrededor de 50 kHz) y que, por lo tanto, debería incluirse un cero complementario durante la reproducción. Sin embargo, no existe tal polo.
Por ejemplo, el preénfasis RIAA en el popular ecualizador Neumann SAB 74B alcanza un máximo en 100 kHz, y además de esto, el circuito también aplica una caída de segundo orden a 49,9 kHz, implementado por un filtro activo Butterworth (máximamente plano), más un polo adicional a 482 kHz. Esto no se puede compensar con un cero simple, incluso si fuera necesario, y en cualquier caso, otros amplificadores serán diferentes. De hecho, no se requiere corrección durante la reproducción, ya que se tiene en cuenta en la etapa de corte cuando se aplica la ecualización manual mientras se monitorean los cortes iniciales en un sistema de reproducción RIAA estándar. Sin embargo, el uso del cero erróneo sigue siendo un tema de debate entre los aficionados más especializados.
Muchos diseños comunes de preamplificadores de fono que utilizan ecualización de retroalimentación negativa incluyen un cero involuntario en altas frecuencias, similar al propuesto por Wright. Esto se ilustró, por ejemplo, en el trabajo seminal de 1980 sobre ecualización de reproducción RIAA de Lipshitz/Jung, aunque se señaló como no deseado. Algunos preamplificadores de fono incluyen circuitos adicionales para corregir este problema y garantizar que la salida siga la curva RIAA con precisión. En la mayoría, sin embargo, esto se omite.

## Curva IEC RIAA
En 1976, la Comisión Electrotécnica Internacional propuso una versión alternativa de la curva de reproducción (pero no de la curva de registro), que se diferenciaba de la curva de reproducción de la RIAA solo en la adición de un polo en 7950 μs (aproximadamente 20 Hz). La justificación era reducir la salida subsónica del amplificador fonográfico causada por la deformación del disco y el rumor del tocadiscos.
Esta llamada enmienda IEC a la curva RIAA no se considera universalmente deseable, ya que introduce una amplitud considerable y, lo que es más preocupante, errores de fase en la respuesta de baja frecuencia durante la reproducción. La simple supresión (roll-off) de primer orden también proporciona una reducción muy leve del ruido, y muchos fabricantes consideran que las combinaciones de tocadiscos, brazos y cápsulas deben ser de calidad suficiente para que no surjan problemas.
Algunos fabricantes siguen el estándar IEC, otros no, mientras que el resto hace que el usuario pueda seleccionar la opción IEC-RIAA. Sigue siendo objeto de debate muchos años después. Sin embargo, esta Enmienda de la IEC fue retirada en junio de 2009.

## Curva TELDEC/DIN
Telefunken y Decca fundaron una compañía discográfica (Teldec) que utilizaba una pauta característica que también se propuso para las normas DIN alemanas en julio de 1957 (Entwurf DIN 45533, DIN 45536 y DIN 45537). Por cierto, esta propuesta de normas definía exactamente la misma característica que la Recomendación intermedia del CCIR No. 208 de 1956, que fue válida hasta mediados de 1959. No obstante, la propuesta de Normas DIN fue adoptada en abril de 1959 (DIN 45533:1959, DIN 45536:1959 y DIN 45537:1959), es decir, en un momento en que la característica RIAA ya estaba bien establecida; y estuvo en vigor hasta noviembre de 1962, cuando la DIN alemana finalmente adoptó la característica RIAA (DIN 45536:1962 y DIN 45537:1962). Sin embargo, el alcance del uso de la característica Teldec no se conoce con exactitud.
Las constantes de tiempo de la característica Teldec son 3180 μs (aproximadamente 50 Hz), 318 μs (aproximadamente 500 Hz) y 50 μs (aproximadamente 3183 Hz), por lo que solo se diferencia en el tercer valor de los parámetros RIAA correspondientes. Aunque la pauta Teldec se acerca a la pauta RIAA, es lo suficientemente diferente como para que los registros grabados con la primera y reproducidos con la segunda suenen sin brillo.